# Uniunea europeană a esperanto
Uniunea Europeană a Esperanto (abreviat UEE, în esperanto Eŭropa Esperanto-Unio) este o asociație europeană esperantofonă, supusă legislației belgiene. Fondată în anul 1977, asociația își propune „să coordoneze și să încurajeze activitățile vorbitorilor de esperanto în Europa, în special în ceea ce privește organismele politice și culturale ale Uniunii Europene, prin studierea și crearea condițiilor favorabile pentru desfășurarea acestor activități, să contribuie la garantarea drepturilor lingvistice egale pentru toate limbile vorbite în Europa, oficiale, minoritare sau regionale, să consolideze conștiința europeană în rândul cetățenilor Uniunii Europene”.
În decembrie 2009, Uniunea Europeană a Esperanto a cumpărat o pagină întreagă de publicitate în cotidianul francez Le Monde, susținând utilizarea esperanto ca limbă de legătură în locul limbii engleze.

## Acțiuni
În cadrul celui de-al 96-lea Congres Mondial de Esperanto din 2011, care a avut loc la Copenhaga, UEE a declarat următoarele rezoluții:
1) UEE proclamă anul 2012 drept „Anul Tibor Sekelj” cu ocazia centenarului nașterii sale.
„Tibor Sekelj nu este doar un esperantist eminent cu numeroase merite, ci un scriitor de succes excepțional care a văzut cele 20 de opere ale sale traduse în multe limbi; o treime dintre acestea au fost scrise în esperanto. A fost explorator, geographe, arheolog, etnolog, muzeolog, jurnalist, cineast, alpinist, aventurier și, prin urmare, cel mai faimos esperantist din afara mișcării Esperanto. A fondat zeci de asociații și aproximativ patruzeci de societăți esperantiste, în principal în Asia și America de Sud.”—Zlatko Tišljar, Universala Kongreso en Kopenhago kaj agado de EEU
2) UEE a lansat o inițiativă europeană populară pentru a propune Comisiei o lege, astfel încât „UE formalizează cântarea imnului european în limba neutră esperanto față de textul tradițional al imnului, membru al Platformei cetățenești pentru multilingualism creată de Comisia Europeană în 2009”. Propunerea a fost respinsă de către Comisie.

## Membri efectivi

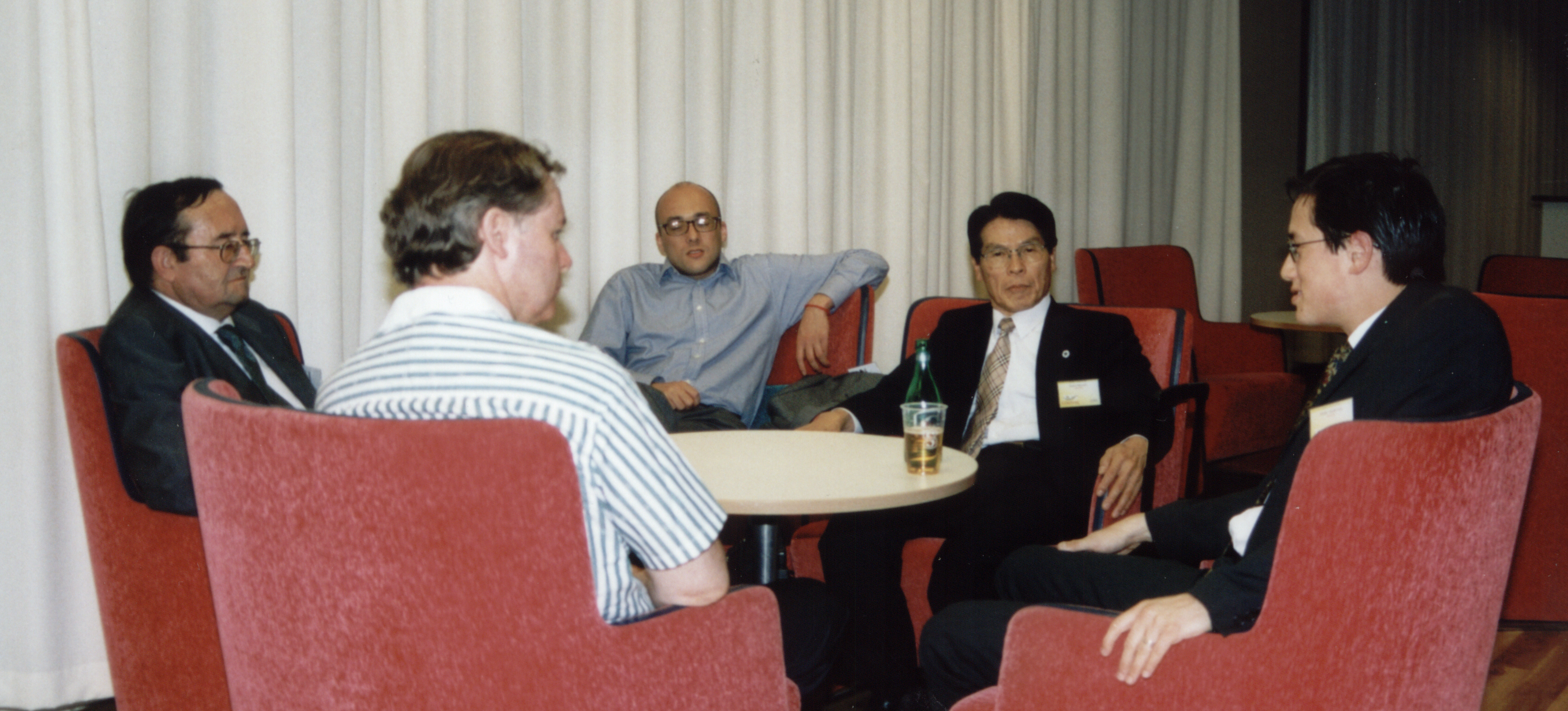
Reuniunea UEE din 2003, în timpul celui de-al 88-lea congres mondial de esperanto

Conform statutelor asociației, nu poate exista decât o singură asociație din fiecare țară. În prezent, 23 de țări sunt reprezentate în UEE:
- Austria: Federația austriacă de esperato
- Belgia: Federația belgiană de esperanto
- Cehia: Asociația cehă de esperanto
- Danemarca: Asociația daneză de esperanto
- Finlanda: Asociația finlandeză de esperanto
- Franța: Espéranto-France
- Germania: Asociația germană de esperanto
- Grecia: Asociația greacă de esperanto
- Irlanda: Asociația irlandeză de esperanto
- Italia: Federația italiană de esperato
- Letonia: Asociația letonă de esperanto
- Lituania: Asociația lituaniană de esperanto
- Luxemburg: Asociația luxemburgheză de esperanto
- Malta : Societatea malteză de esperanto
- Polonia: Asociația poloneză de esperanto
- Portugalia: Asociația portugheză de esperanto
- Regatul Unit: Asociația britanică de esperanto
- Slovacia: Federația slovacă de esperanto
- Slovenia : Liga slovenă de esperanto
- Spania: Federația spaniolă de esperanto
- Suedia: Federația suedeză de esperanto
- Țările de Jos: Esperanto Nederland
- Ungaria: Asociația maghiară de esperanto